# Pristionchus uniformis
Espèce
Pristionchus uniformis est une espèce de nématodes de la famille des Neodiplogasteridae que l'on trouve principalement vivant en endoparasite chez le doryphore (Leptinotarsa decemlineata).
La larve dauer forme avec le coléoptère une association nécroménique, c'est-à-dire qu'elle s'attache à son hôte jusqu'à la mort de l'insecte et se nourrit ensuite des bactéries et nématodes qui prolifèrent dans le corps.

## Systématique
L'espèce Pristionchus uniformis a été initialement en 1971 par les nématologistes polonais Alina Fedorko (d) et Stanislaw Stanuszek (d),.

## Publication originale
- (en) Alina Fedorko et Stanislaw Stanuszek, « Pristionchus uniformis sp.n. (Nematoda, Rhabditida, Diplogasteridae), a facultative parasite of Leptinotarsa decemlineata Say and Melolontha melolontha L. in Poland. Morphology and biology. », Acta Parasitologica Polonica, vol. 19,‎ 1971, p. 95-112 (ISSN 0065-1478, OCLC 1460960).